# Kalocsai-Sárköz
Kalocsai-Sárköz är en slätt i Ungern.   Den ligger i provinsen Bács-Kiskun, i den centrala delen av landet, 110 km söder om huvudstaden Budapest.